# 敖銑
敖銑（1504年—1559年），字純之，號夢坡、蒙泉，江西瑞州府高安縣人，民籍，明朝政治人物。

## 生平
江西鄉試第二十四名舉人。嘉靖十四年（1535年）中式乙未科會試第一百二十七名，登第二甲第三名進士。選庶吉士，十六年正月授編修，二十六年九月陞本院侍讀。历官国子监祭酒。二十八年七月与修撰黄廷用为应天府乡试考官，三十年三月升南京翰林院侍读学士掌院事，十二月升左春坊左庶子兼侍讲学士，丁忧归。三十六年六月服阕，復除太常寺卿、管国子监祭酒事。卒贈礼部右侍郎。与本县名仕吴山、蓝璧并称 "翰林三杰"，著有《薜荔山房集》。

## 家族
曾祖敖洪，贈南京刑部主事；祖父敖秩；父敖龍，母鄒氏。慈侍下。兄敖鉞，御史；敖鋭；敖镜。弟敖铨、敖鈞、敖镗。